# Wa'iz

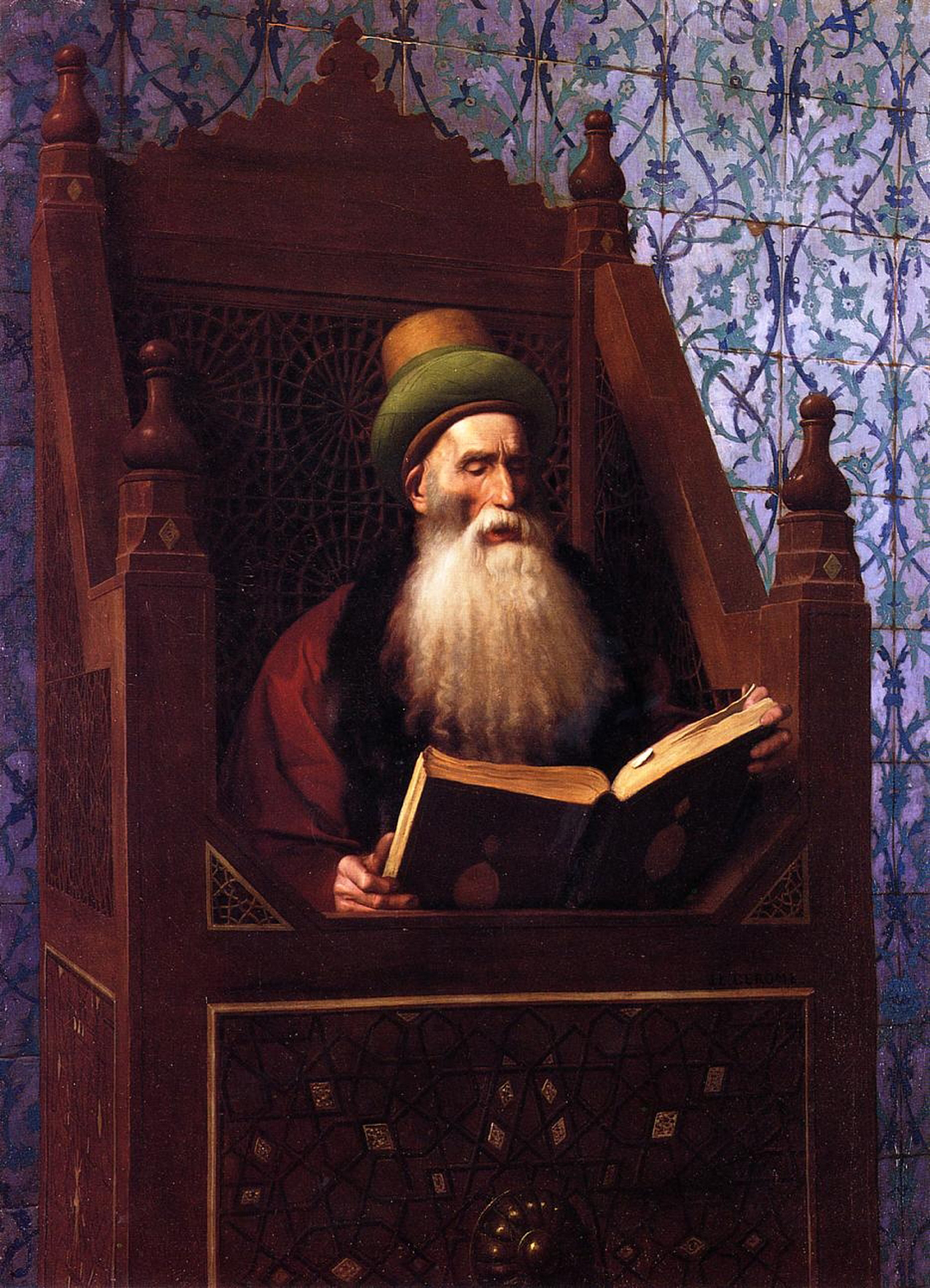
Un Vaiz che legge dal pulpito (minbar) d'una moschea

Wāʿiẓ (turco vaiz) è un termine specialistico islamico, originariamente in arabo (ﻭﺍﻋﻅ)‎?, usato storicamente in ambito turco-ottomano e oggi in Turchia e in varie realtà di cultura turca (come l'Azerbaigian), per indicare un predicatore e un esegeta in grado di leggere e interpretare nelle moschee più importanti passi del Corano e del complesso tradizionistico storico-giuridico islamico (ḥadīth).
Per questa sua delicata funzione, il wāʿiẓ deve ancor oggi possedere una dottrina qualitativamente superiore a quella del pur importante khaṭīb, che nelle moschee d'una rilevanza alquanto minore, tiene in margine alla preghiera canonica del mezzodì di venerdì, una khuṭba, o allocuzione religiosa, non sempre strettamente attinente al dato coranico o tradizionistico, ma anche soltanto etico-politico.